# ريك ويلسون
ريك ويلسون (7 فبراير 1956 بلويفيل في الولايات المتحدة - ) (بالإنجليزية: Rick Wilson)‏ هو لاعب كرة سلة أمريكي في مركزي مدافع مسدد الهدف وهجوم خلفي. لعب مع أتلانتا هوكس وAtlantic City Hi-Rollers ‏ وUtica Olympics ‏.

## وصلات خارجية
- ريك ويلسون على موقع إن بي أي (الإنجليزية)
- ريك ويلسون على موقع سبورتس رفرنس (الإنجليزية)
- ريك ويلسون على موقع كلية كرة السلة في سبورتس رفرنس.كوم (الإنجليزية)
- ريك ويلسون على موقع ريلجم (الإنجليزية)
- ريك ويلسون على موقع بروبوليرز (الإنجليزية)